# Gene Raymond
Gene Raymond (13 de agosto de 1908-2 de mayo de 1998) fue un actor teatral, cinematográfico y televisivo estadounidense, además de compositor, guionista, director, productor y condecorado piloto militar.

## Biografía

### Carrera teatral y cinematográfica
Su verdadero nombre era Raymond Guion, y nació en Nueva York. Estudió en la Professional Children's School a la vez que actuaba en producciones como la opereta Rip Van Winkle y Mrs. Wiggs of the Cabbage Patch. Su debut en Broadway, a los 17 años, fue con The Cradle Snatchers, obra que se mantuvo en cartel dos años. (El reparto incluía a Mary Boland, Edna May Oliver, y un joven Humphrey Bogart.)
Su debut en el cine fue con el film Personal Maid (1931). Tras cambiar su nombre por el más pronunciable "Gene Raymond" participó en películas como la clásica Zoo In Budapest con Loretta Young, y una serie de musicales de la RKO, principalmente interpretados junto a Ann Sothern. Escribió diversas canciones, incluyendo la popular "Will You?", la cual cantaba a Sothern en Smartest Girl In Town (1936). Su esposa, Jeanette MacDonald, cantó varias de sus piezas más clásicas en sus conciertos y grabó una titulada "Let Me Always Sing".
Entre sus películas más destacadas, casi siempre como segundo intérprete masculino, figuran Red Dust (Tierra de pasión) (1932) con Jean Harlow, Zoo in Budapest (Huérfanos en Budapest) (1932) con Loretta Young, Amor libre / Dulces cadenas (Ex-Lady, 1933) con Bette Davis, Flying Down to Rio (1933) con Dolores del Río, Fred Astaire y Ginger Rogers, I Am Suzanne (1934) con Lilian Harvey, Sadie McKee (Así ama la mujer) (1934) con Joan Crawford, Matrimonio original (1941, de Alfred Hitchcock) con Carole Lombard y Robert Montgomery, y The Locket (La huella de un recuerdo) (1946) con Laraine Day, Brian Aherne, y Robert Mitchum. MacDonald y Raymond rodaron un film juntos, Smilin' Through, rodada cuando los Estados Unidos estaban a puntos de entrar en la Segunda Guerra Mundial. Tras el conflicto, Raymond dirigió y protagonizó el drama de suspense Million Dollar Weekend (1948).

### Muerte
Raymond falleció en 1998 a causa de una neumonía en Los Ángeles, California.
Por su contribución al cine y a la industria televisiva, Gene Raymond tiene dos estrellas en el paseo de la fama de Hollywood, en el 7003 de Hollywood Boulevard y en el 1704 de Vine Street, respectivamente.